# Forum (Jyväskylä)
Pour les articles homonymes, voir Forum.
Le Forum est un centre commercial du quartier Keskusta à Jyväskylä en Finlande.

## Présentation
Le centre commercial Forum est situé dans l'îlot urbain entouré de Vapaudenkatu, Asemakatu, Kauppakatu et Kilpisenkatu, et la gare routière de Jyväskylä se trouve en face. 
Jyväskeskus, Torikeskus et Jyväskylän Sokos sont situés autour du centre commercial, et ces quatre centres forment la zone autour de la place Kompassi dans le centre-ville.

## Boutiques du Forum

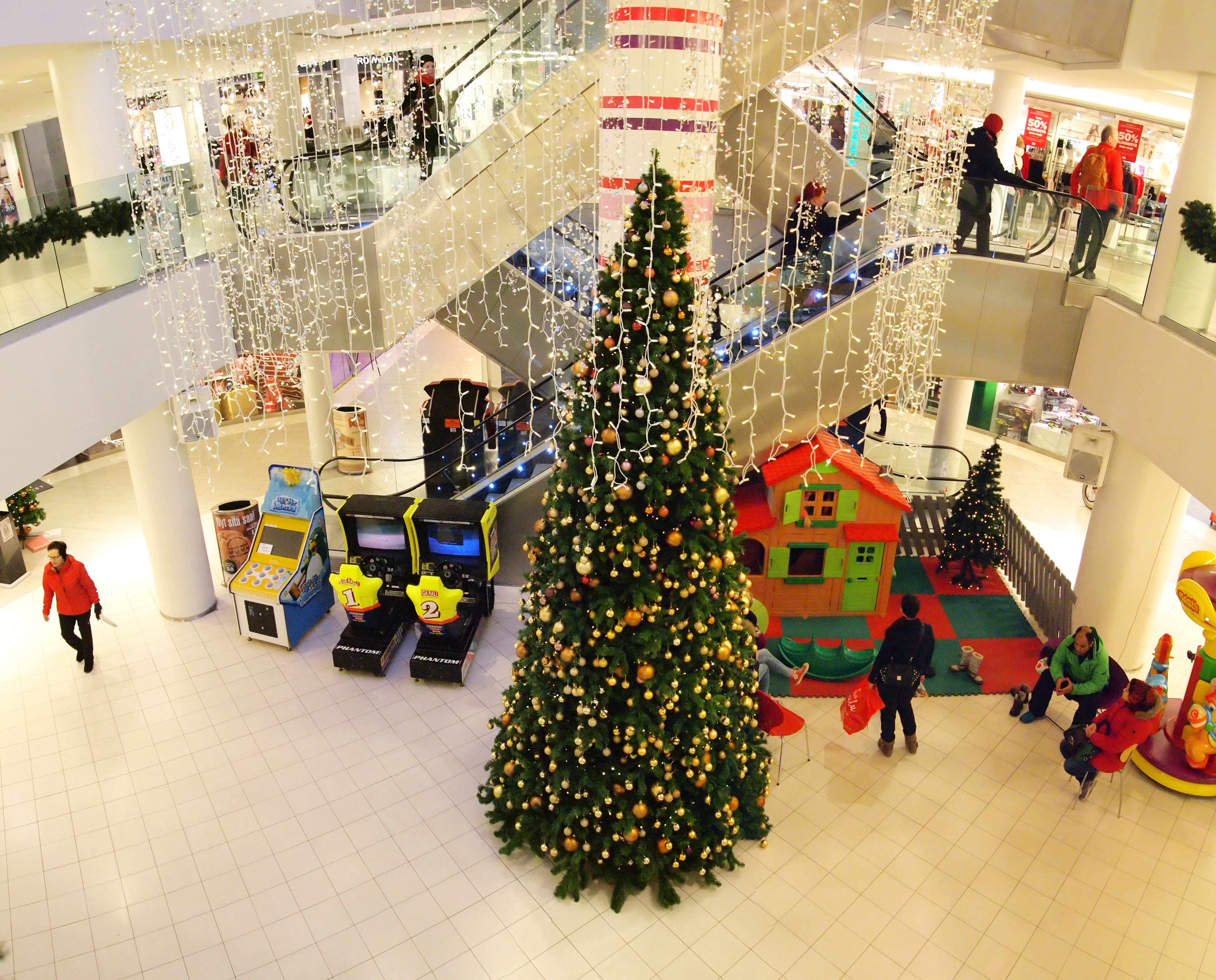
Le forum.

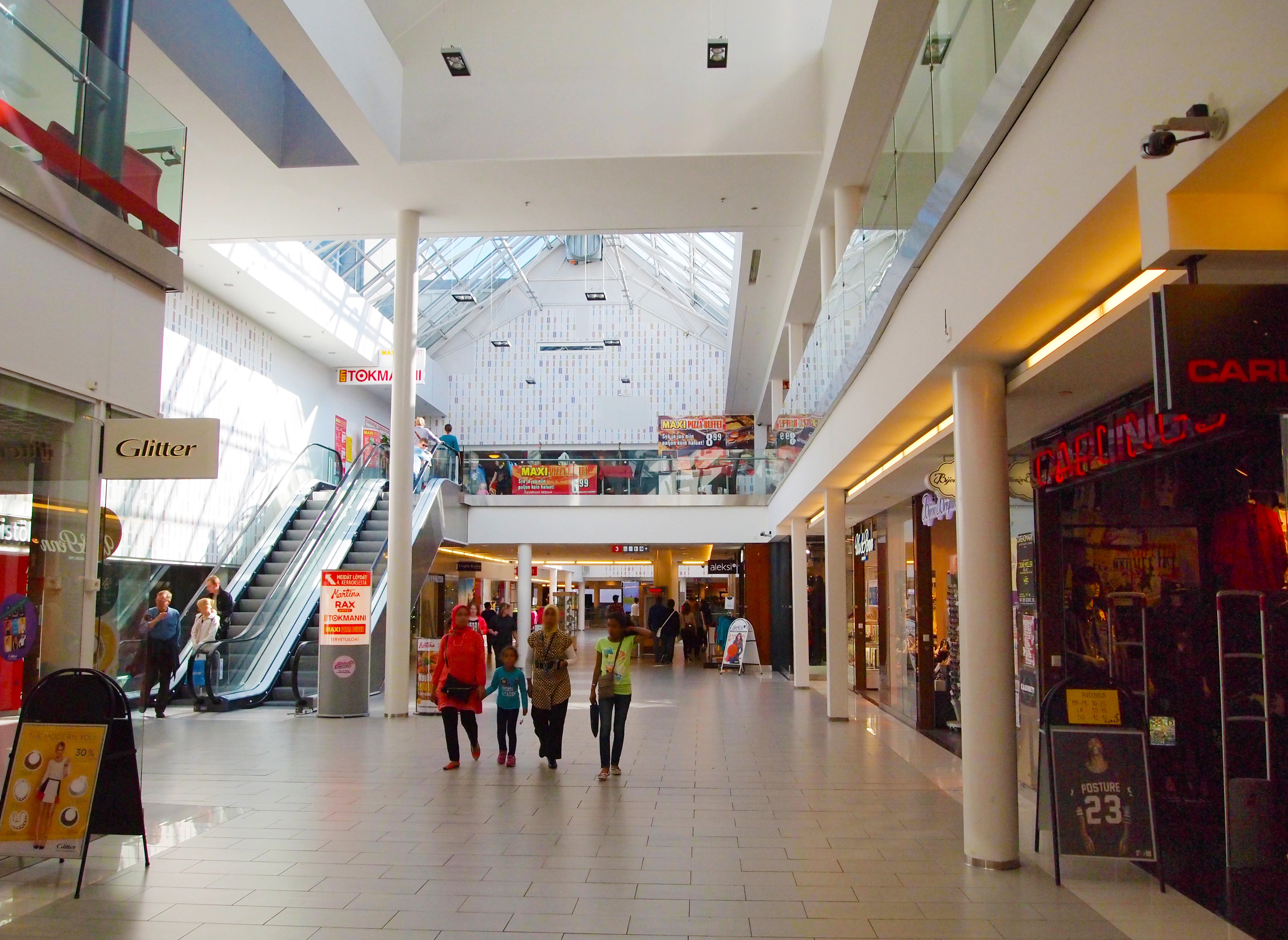
Le forum.

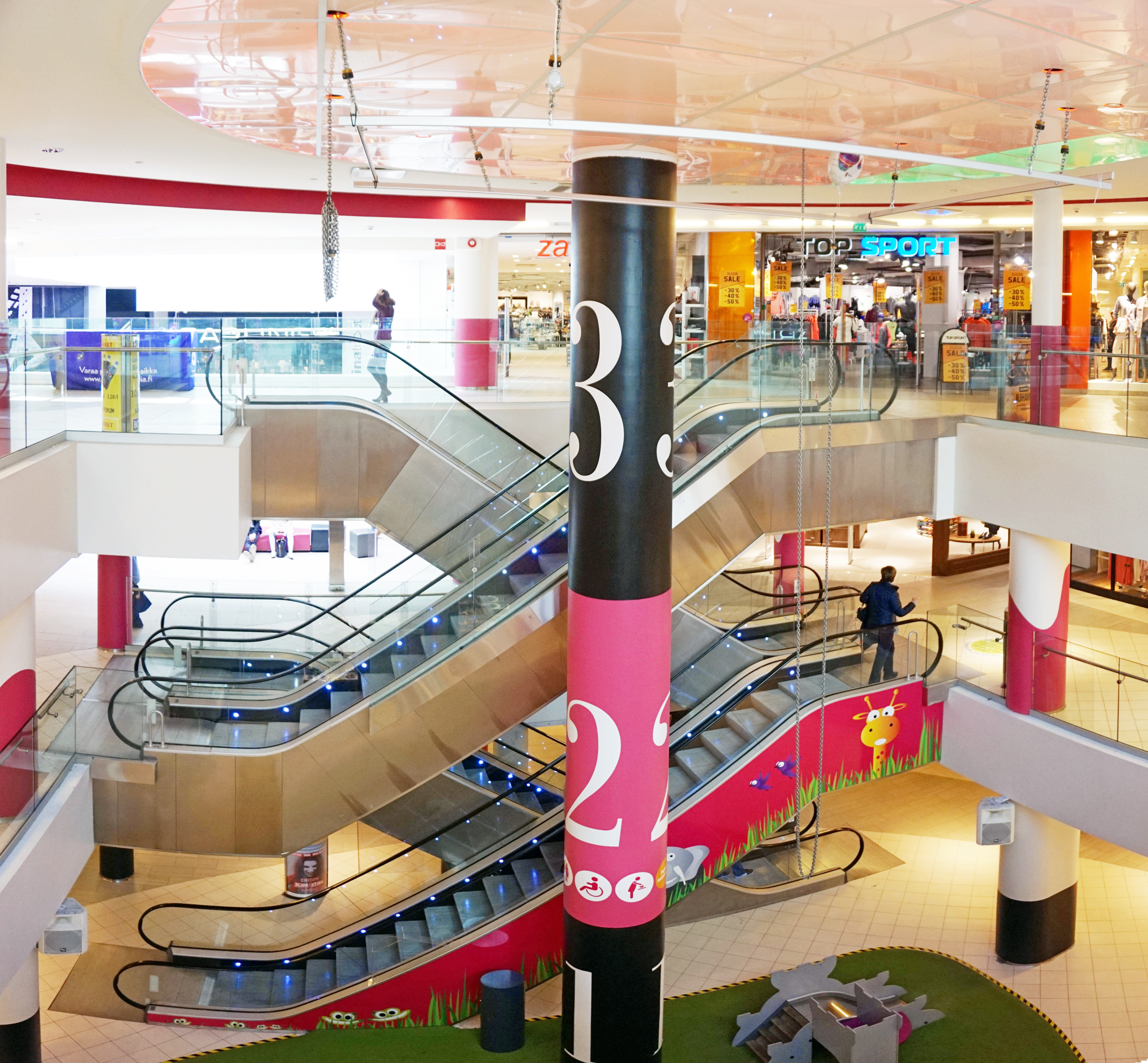
Le forum.

| Boutiques du Forum par étage | Boutiques du Forum par étage |
| ---------------------------- | --- |
| -1                           | - Stationnement |
| 1                            | - DNA Kauppa - Elisa - GameStop - Jungle Juice Bar - Kedma - Kotipizza - Leikkipaikka - Pannukakkutalo - Pelaamo Forum Jyväskylä - R-kioski |
| 2                            | - Bik Bok - Carlings - Classic American Diner - Cubus - Gina Tricot - Hairlekiini - Intersport - Keski-Suomen Osuuspankki - Kookenkä - Fleuriste Nooa - Linkki-palvelupiste - OP Kiinteistökeskus - Distributeur de colis de Posti - Red Neck - Suutari-Ompelimo City - Vero Moda - Volt - WC                            |
| 3                            | - Brothers - Ecco Shop - Esprit - Forenom Hostel - Forum Kulta - Glitter - Hanko Sushi - Hiusstudio Klips - Instrumentarium - Kalpis - KappAhl - KenkäForum - Keski-Suomen Osuuspankki - Kicks - Mummin Pullapuoti - OP Kiinteistökeskus - R-kioski - Synsam - Underground Store & Piercing Studio - Zatza Shoes & Boots |
| 4                            | - Maxi Pizza Puffet - Rax Buffet - Tokmanni |